# Oława
För floden, se Oława (flod).
Oława [ɔˈwava], tyska: Ohlau, är en stad i Nedre Schlesiens vojvodskap i sydvästra Polen och huvudort i distriktet Powiat oławski, belägen 24 kilometer sydost om Wrocław mellan Oder och dess biflod Oława. Staden utgör administrativt en stadskommun, med 32 278 invånare år 2014.

## Historia
Staden uppstod som en slavisk bosättning under tidig medeltid och omnämns första gången i ett dokument från 1149, då orten skänktes till klostret St. Vincent i Breslau. År 1206 bytte hertigen Henrik I av Schlesien till sig staden i utbyte mot Hundsfeld. Hertigen lät tyska bosättare slå sig ned i staden och gav den 1234 stadsrättigheter. 1241 brändes staden av en mongolarmé. Från 1282 var den säte för ett slottslän. 
Tillsammans med hertigdömet Brieg, som staden då tillhörde, blev staden 1327 län under den böhmiska kronan, vilket befästet genom förraget i Trentschin 1335. År 1338 fick staden rätt att bedriva salthandel och ta upp tull på salt. 1361 finns vävarnas, bagarnas, skomakarnas och slaktarnas skrån omnämnda, och under slutet av 1300-talet utökade staden sina rättigher och sitt ekonomiska välstånd. 1448 brändes staden av husiterna. Reformationen infördes 1534, med stöd av de regerande hertigarna. Den första bron över Oder uppfördes 1544. En pestepidemi 1588 drabbade stora delar av stadens befolkning. Den ekonomiska uppgången under 1500-talet och början av 1600-talet avbröts av trettioåriga kriget. Den svensk-sachsiska protestantiska armén belägrade staden 1634, då staden brändes ned och befolkningen tog skydd i slottet.
Hertigen Georg Vilhelm I av Liegnitz avled 1675 utan arvingar, vilket ledde till att hertigdömet och staden tillföll den böhmiska kronan som del av de habsburgska arvländerna. 1691 pantsatte kejsaren Leopold I staden och furstendömet till sin svåger Jakob Sobieski. Sobieski lät uppföra det katolska Rochuskapellet utanför Briegporten. Efter hans död 1737 tillföll staden åter kungariket Böhmen.
Efter det österrikiska tronföljdskriget blev staden 1742 del av kungariket Preussen. Befästningarna skadades under detta krig och det efterföljande sjuårskriget, och revs därefter. 1816 blev staden huvudort i den då inrättade Landkreis Ohlau i Regierungsbezirk Breslau. I staden fanns ett husarregemente stationerat som garnison. Under 1700-talet och 1800-talet fick staden ett ekonomiskt uppsving, som centrum för tobaksodling. Järnvägen mellan Ohlau och Breslau öppnades 1842, vilket därmed är den äldsta järnvägslinjen i nuvarande Polen.
Staden förstördes till hälften i andra världskriget och blev genom Potsdamöverenskommelsen 1945 del av Folkrepubliken Polen under det polska namnet Oława. Den tyskspråkiga befolkningen fördrevs, och staden kom först på 1960-talet att åter komma upp i samma befolkning som före kriget, huvudsakligen genom inflyttning av flyktingar från de tidigare polska områdena öster om Curzonlinjen. Under de följande åren uppfördes många moderna bostadsområden i stadens utkanter. Fram till 1992 hade staden en sovjetisk armébas.

## Sevärdheter

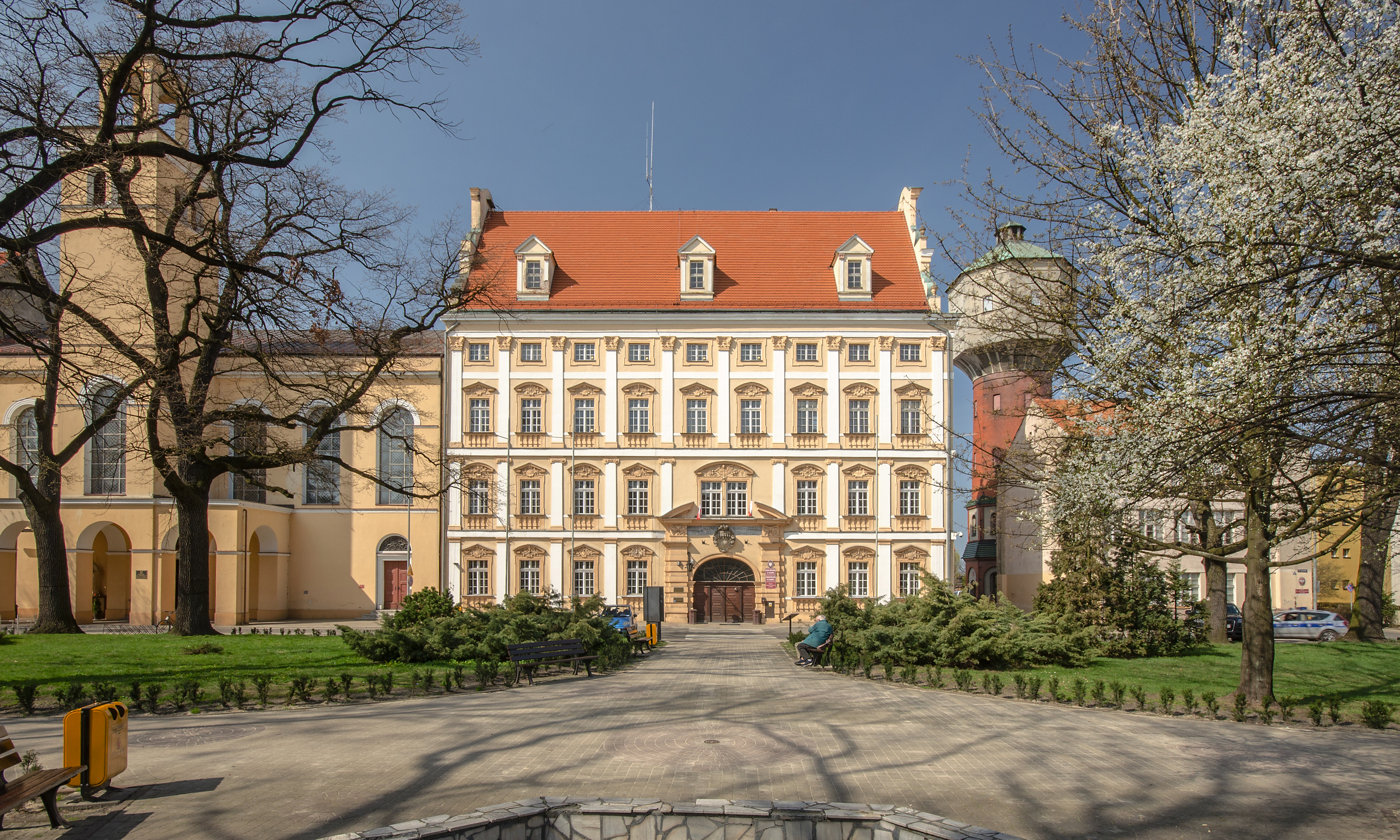
Oławas slott

- Rådhusets äldsta del är rådhustornet, uppfört 1637-1668. Tornuret med de rörliga figurerna är från 1728. Större delen av byggnaden uppfördes 1823-1830 efter ritningar av Karl Friedrich Schinkel.
- Stadskyrkan omnämns första gången 1201. Koret färdigställdes omkring år 1300 och mittskeppet 1589. Kyrkan skadades svårt i trettioåriga kriget och återuppbyggdes 1691-1692. Tornet förstördes i ett blixtnedslag 1881 och ersattes med det nuvarande i nygotik 1886. Under perioderna 1534-1699 och 1707-1945 var kyrkan protestantisk kyrka, sedan 1945 är den åter katolsk.
- Slottet uppfördes av hertigen Ludvig II av Liegnitz i början av 1400-talet, som ersättning för en tidigare borg i en annan del av staden som förstörts under husiterkrigen. Av slottet återstår barockbyggnaden från 1600-talet, ritad av arkitekten Carlo Rossi. Delar av slottet revs på 1800-talet. Efter andra världskriget renoverades slottet och utgör idag lokaler för stadsförvaltningen.
- Den katolska S:t Petrus och Paulus-kyrkan vid slottet uppfördes 1927 som ersättning för en äldre brandskadad kyrkobyggnad från 1800-talet.
- Historiska borgarhus.
- Apotekshuset, idag vigsellokal.

## Kommunikationer
Järnvägsförbindelsen mellan Oława och Wrocław öppnades 1842 och är den äldsta i Schlesien. Den är därmed även den äldsta i det nuvarande Polen.

## Kända invånare
- Johann Baptist Alzog (1808-1878), katolsk kyrkohistoriker.
- Hermann Eberhard (1852-1908), upptäcktsresande och entreprenör.
- Bernd Eistert (1902-1978), kemist.
- Karl Heinrich Hertwig (1798-1881), veterinär.
- Szymon Kołecki (född 1981), tyngdlyftare.
- Alexis Langer (1825-1904), arkitekt.
- Bernhard Lichtenberg (1875-1943), katolsk präst, motståndsman under Nazityskland och katolsk martyr.
- Alfred Pringsheim (1850-1941), matematiker och konstmecenat.
- Maria Klementina Sobieska, 1702-1735, polsk prinsessa och hustru till den brittiske tronpretendenten Jakob Edvard Stuart.
- Peter Yorck von Wartenburg (1904-1944), jurist och motståndsman under Nazityskland.